# Corto Maltese i Sibirien
Corto Maltese i Sibirien (italiensk originaltitel: Corte sconta detta arcana är ett seriealbum av Hugo Pratt. Det publicerades i albumform första gången 1977, av Milano Libri och på italienska. Historierna hade då ursprungligen publicerats mellan 1974 och 1977, i olika nummer av tidningen Linus.
Historien ingår i albumserien Corto Maltese. Den följer titelpersonen från senhösten 1918 till våren 1920, och det mesta av handlingen utspelas i Sibirien vintern 1919. Albumet har översatts till ett antal språk och kom 1987 i svensk översättning. 2002 hade en fransk animerad långfilm baserad på historien premiär.

## Handling
Historien tar sin början vid "Gyllenmuns" gård i Venedig, dit Corto Maltese tagit sig från sina äventyr i och runt Östafrika tidigare under året (se Corto Maltese i Etiopien).
Men Corto är uttråkad och orkar inte läsa klart Thomas Mores Utopia. Därefter har han rest till Hongkong, där han tydligen har ett hus. Det är november 1918.  Han råkar på sin gamle vän/fiende Rasputin, blir snabbt utsatt för ett mordförsök och får vetskap om den hemliga organisationen "Röda lyktorna".
Strax därefter befinner sig Corto på ett flygplan med destination Sibirien. Tsarens guld hägrar, för Corto och för en mängd andra personer med eller utan koppling till ryska inbördeskriget. Någonstans längs med transsibiriska järnvägen befinner sig ett pansartåg med guldet i en av vagnarna.
Under albumets gång stöter Corto även på de historiska personerna Aleksandr Koltjak, Grigorij Semenov, Roman Ungern von Sternberg och Damdiny Süchbaatar, liksom de fiktiva personerna Marina Seminova (bekant till Koltjak), Shanghai Li (från Röda lyktorna) och Jack Tippit (amerikansk armépilot).
Jakten på guldet tar en ände med förskräckelse. Corto syns i slutet av historien avrunda historien, i samtal med en av de personer han mött under berättelsens gång. Det oroliga Kina visar sig vara bakgrunden till mycket av händelserna i berättelsen.

## Utgivningshistorik

### Förpublicering
Historien publicerades först som följetong i den italienska vuxenserietidningen Linus. Publiceringen inleddes i januari 1974, det vill säga strax efter att franska barnserietidningen Pif Gadget beslutat sig för att sluta trycka historierna om Hugo Pratts filosofiske seriehjälte.
Publiceringen av historien i Linus kom att dra ut på tiden. Avslutningen av det 99 sidor långa serieäventyret kom läsarna till godo först i juli 1977. Dessförinnan hade serien synts i nummer 1 samt 3–12 1974, 2–5 1975, 1, 7 och 11 1976 och från nummer 1 1977. Den trycktes där i svart-vitt.

### Tidiga albumutgåvor
Den första albumutgåvan trycktes av Milano Libri (Linus utgivare) 1977 – i färg. Denna utgåva var färglagd av Anne Frognier.

### Senare utgåvor och översättningar
1979 kom serien ut i album på franska hos belgiska Casterman, som från mitten av 1970-talet inlett en omfattande utgivning av Hugo Pratt-serier. Man hade året innan lanserat vuxenserietidningen À Suivre bland annat utifrån Pratts verk och serier i liknande stil. I tidningen trycktes Corto Maltese en Sibérie under 1978 i svart-vitt, och det första franska albumet var också det i svart-vitt. Casterman hade lanserat À Suivre i samband med albumkollektionen "les grands romans de la bande dessiné" ('de stora serieromanerna'), vilket åtminstone till en början innebar tjocka albumutgåvor i svart-vitt.
Senare har albumet återutgivits i färg. Den första franska färgutgåvan kom 1982, på Casterman.
Albumet har även översatts till ett antal andra språk. 

## I andra medier
Albumet har bearbetats till animerad film. 2002 hade långfilmen Corto Maltese, la cour secrète des Arcanes, i regi av Pascal Morelli, fransk premiäranimerad film i långfilmsformat efter Corto Maltese i Sibirien. Filmen hade manus av Natalia Borodin, men historien följde tätt seriens dialog och grundhandling. Röster: Richard Berry (Corto), Patrick Bouchitey (Rasputin), Marie Trintignant (Hertiginnan Marina Seminova och Gyllenmun) och Barbara Schulz (Shanghai Li).
2004 släpptes en svensktextad DVD, även med textning på danska, finska och norska. Omslagstiteln var Äventyraren Corto Maltese, även om den på andra håll har omnämnts som Corto Maltese i Sibirien.

## Bildgalleri
Nedan visas några historiska personer som dyker upp under berättelsens gång.

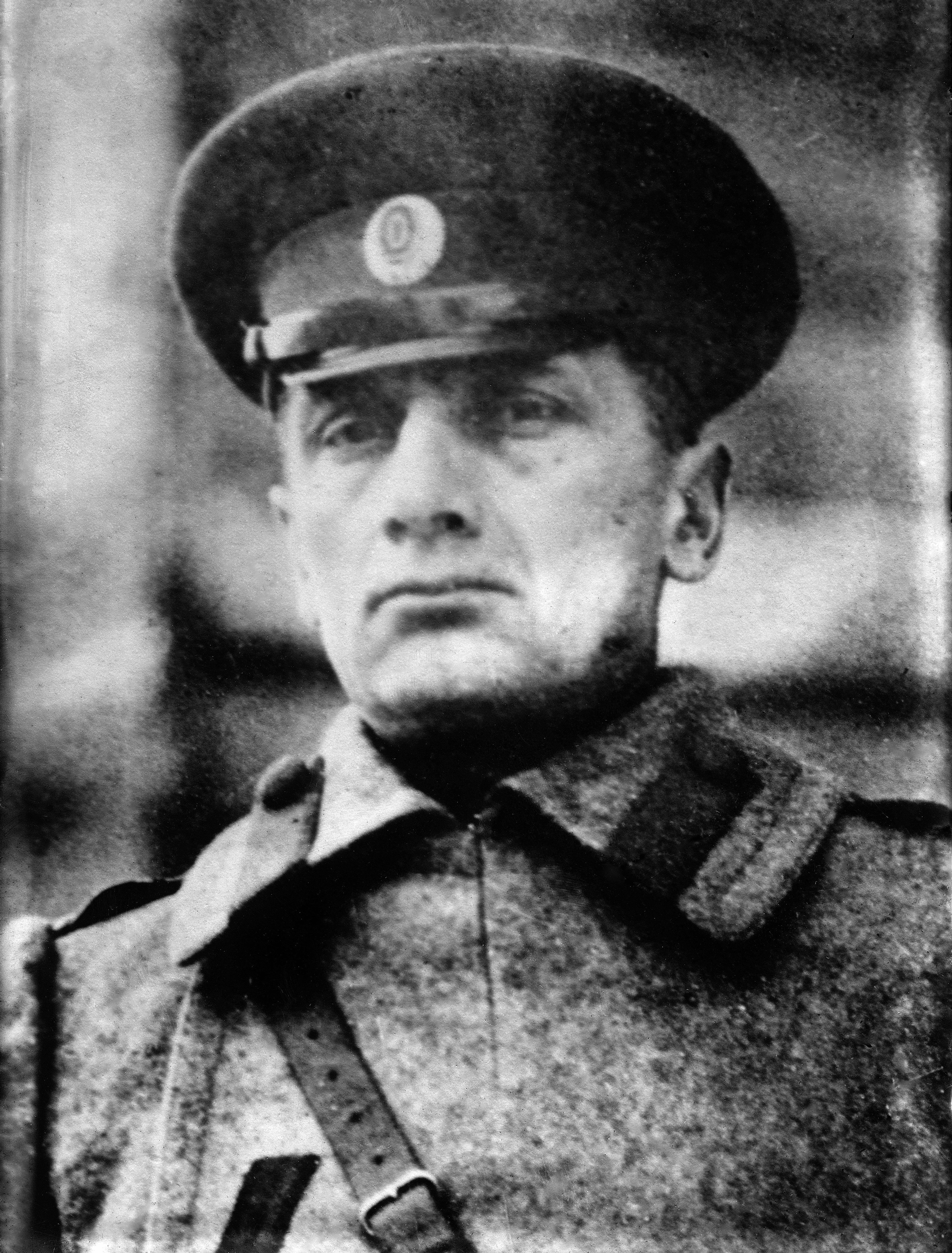
Aleksandr Koltjak, rysk amiral som försvarade …
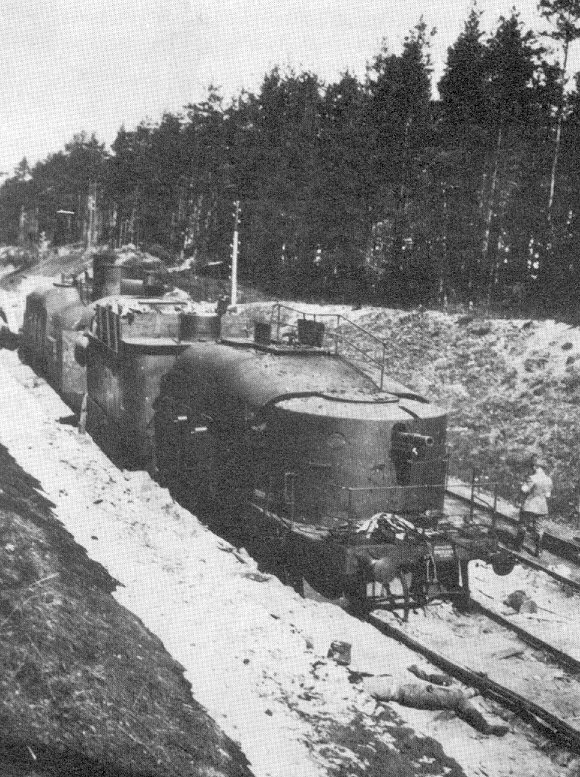
… det vita Sibirien via pansartåg …
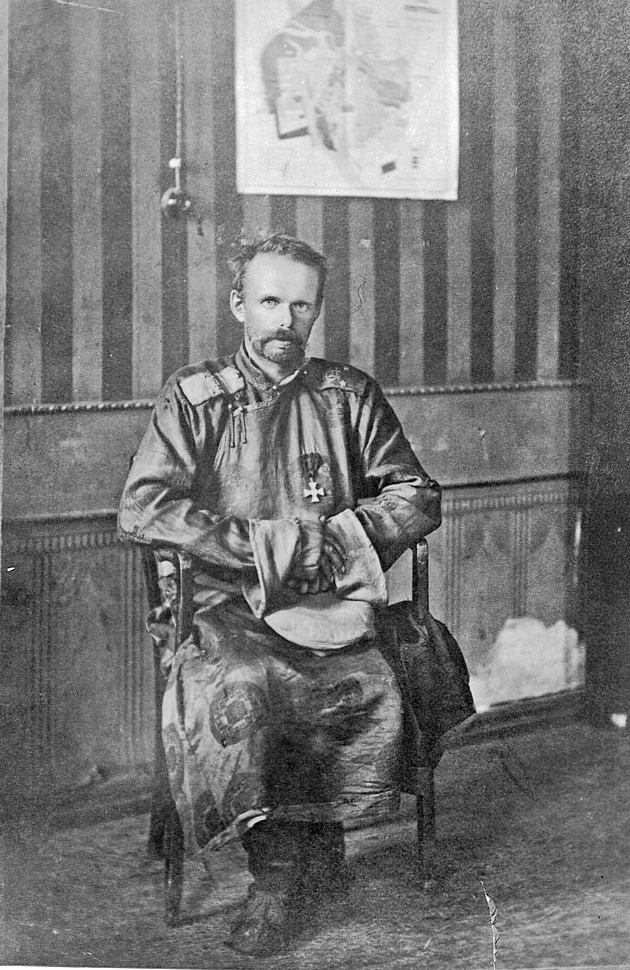
… och med hjälp av Roman Ungern von Sternberg.
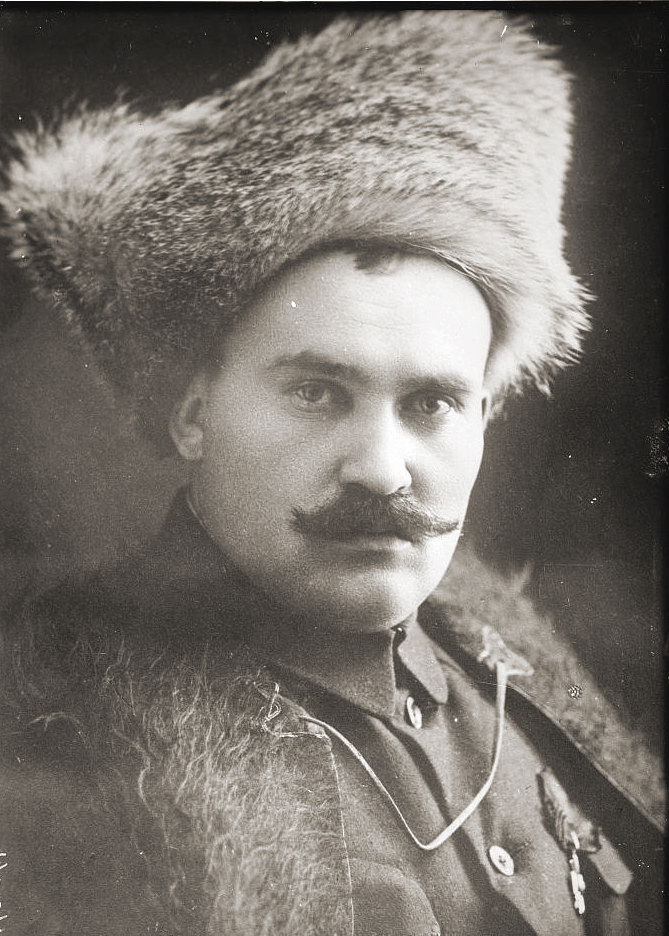
Tsarens guld följde Grigorij Semenov in i …
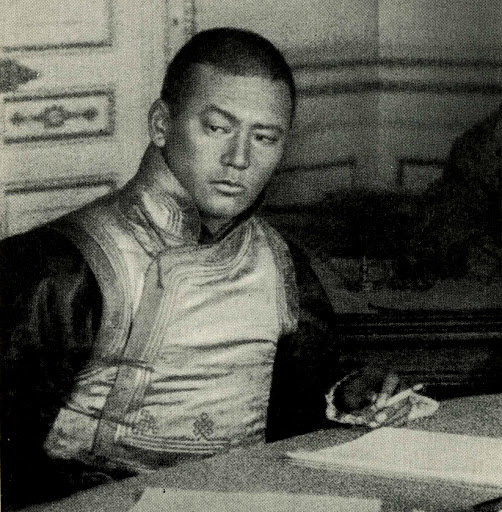
… Damdiny Süchbaatars Mongoliet.